# Louis de Froissard de Broissia
Pour les autres membres de la famille, voir famille de Froissard.
Louis de Froissard de Broissia, né le 1er juin 1943 à Hanoï, est un homme politique français, membre du RPR puis de l'UMP. Il est député de 1988 à 1998 puis sénateur de 1998 à 2008 et président du conseil général de la Côte-d'Or de 1994 à 2008.

## Biographie

### Carrière professionnelle
Louis de Broissia commence sa carrière au quotidien Le Bien public comme directeur commercial en 1976, puis devient directeur général en 1981. De 1992 à 1996, il occupe la présidence du directoire. De 1997 à 2005, il est directeur délégué à la Socpresse.
Le 8 avril 2009 il est nommé, en Conseil des ministres, ambassadeur pour l'audiovisuel extérieur.

### Carrière politique
Louis de Broissia est élu conseiller municipal de Blagny-sur-Vingeanne en 1971, et devient adjoint au maire en 1977. Il est élu conseiller régional de Bourgogne en 1986, mais démissionne deux ans plus tard pour cause de cumul de mandats.
Louis de Broissia est conseiller général de la Côte-d'Or pour le canton de Mirebeau-sur-Bèze de 1985 à 2011, président du conseil général de la Côte-d'Or de 1994 à 2008 puis 1er vice-président de 2008 à 2011. Il est également président du SIVOM du canton de Mirebeau-sur-Bèze de 1983 à 2002, puis de la communauté de communes du Mirebellois de 2008 à 2014, ainsi que du GIP France Télé Numérique depuis 2010.
Louis de Broissia est député de la Côte-d'Or de 1988 à 1998, date à laquelle il est élu sénateur de la Côte-d'Or, siège qu'il conserve jusqu'en 2008.
Il fonde, le 27 juin 1990, le Groupe d'études sur la question du Tibet de l'Assemblée nationale avec Jean-Michel Belorgey.
En 2018, Louis de Broissia publie ses mémoires  Débridé, du fleuve rouge à la Vingeanne.
En février 2018, il est nommé membre de la Haute Autorité pour la diffusion des œuvres et la protection des droits sur internet, succédant au siège de Didier Mathus.

## Autres fonctions
- Président de la fédération UMP de la Côte-d'Or
- Secrétaire général (1999-2004) puis 1er vice-président (2004-2008) de l’Assemblée des départements de France

## Distinction
Il est chevalier de la Légion d'honneur depuis le 12 avril 2009.

## Ouvrages
- Débridé du Fleuve Rouge à la Vingeanne, Oo Editions, 1er juin 2018, 112 p. (ISBN 978-1-0969-0100-6 et 1-0969-0100-5)